# Laxå (stacja kolejowa)
Laxå (szwedzki: Laxå station) – stacja kolejowa w Laxå, w regionie Örebro, w Szwecji. Dworzec posiada swój indywidualny kod Lå. Stacja znajduje się w północnej części miasta, wzdłuż Järnvägsgatan.

## Historia
Budynek dworca został zbudowany w 1866 roku, podczas gdy linię kolejową Västra stambanan otwarto 1862. Laxå następnie stała się węzłem kolejowym, gdy otwarto Nordvästra stambanan w 1866 roku. W 1962 roku wybudowano obwodnicę kolejową, co spowodowało, że pociągi na linii Nordvästra stambanan obecnie generalnie nie jeżdżą do stacji Laxå, ale bezpośrednio do Hallsberg, więc co spowodowało zmniejszenie znaczenia stacji. W 2010 Jernhusen sprzedał budynek stacji gminie Laxå za cenę 100 000 SEK.

## Linie kolejowe
- Västra stambanan
- Värmlandsbanan